# Wernstein am Inn
Wernstein am Inn je obec v Horních Rakousích (Oberösterreich) v okrese Schärding v Innviertelu. Žije zde přibližně 1 600 obyvatel.

## Geografie
Nachází  se 319 m nad mořem v historické části Rakouska Innviertel. Ze severu na jih měří 5,3 km, ze západu na východ 5,8 km. Celková plocha je 16,4 km². 20,7 % plochy je zalesněno, 66,5 % plochy se využívá pro zemědělství.
Obec Wernstein am Inn se nachází na jižním okraji Českého masivu, který se rozprostírá nad částí České republiky přes severní Bavorsko, Sauwald, Mühlviertel a Waldviertel. Pohoří tvoří žuly, ruly a jejich smíšené formy (v oblasti Wernsteinu jsou to „migmatity typu „Wernstein“).

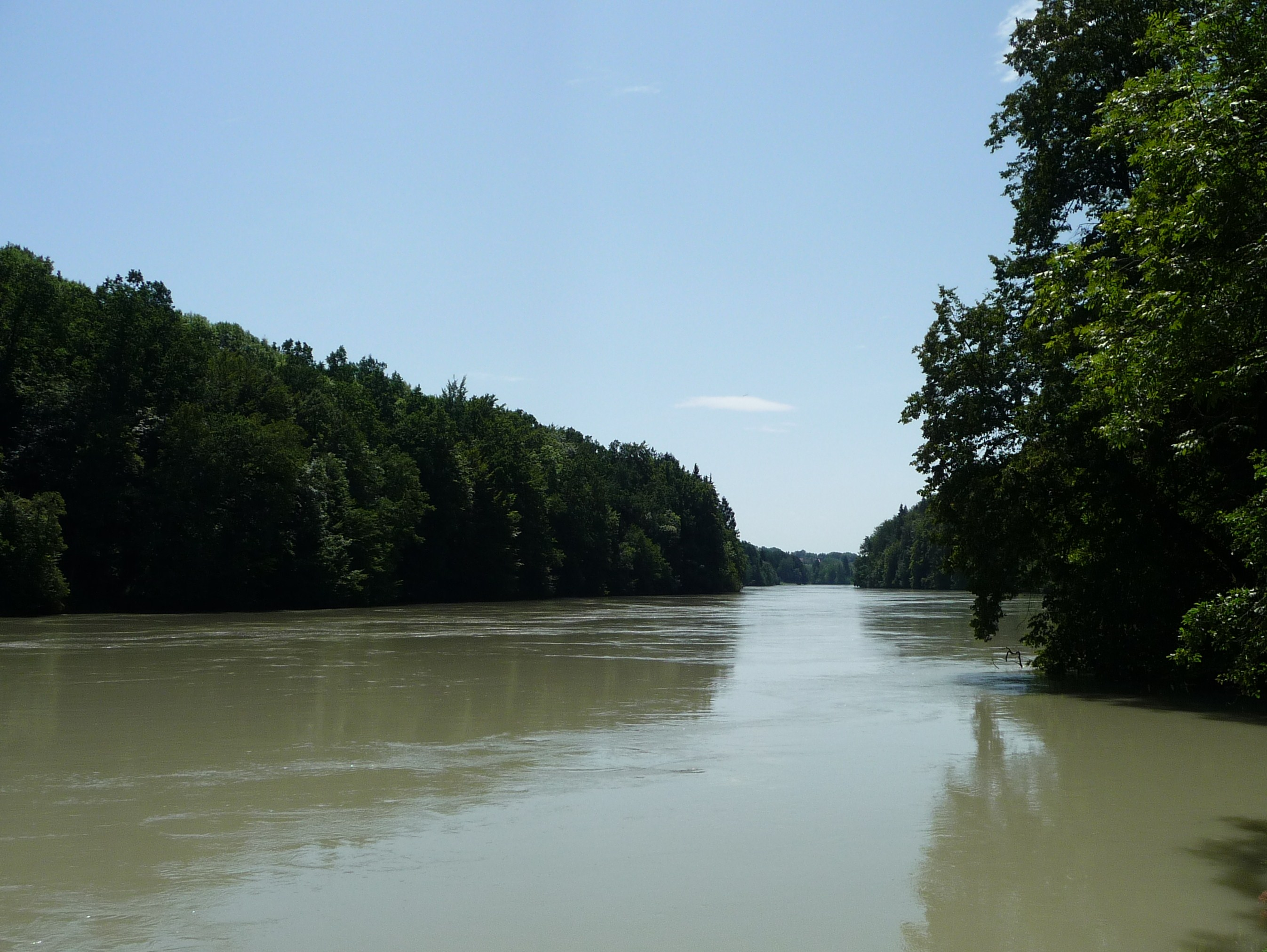
Průlomové údolí Vornbacher Enge

Jednou z nejatraktivnějších krajin dolního Innviertelu je soutěska řeky Inn v úseku Vornbach-Wernstein (Vornbacher Enge): průlomové údolí, které je z floristického hlediska zajímavou oblastí. Nikde v širokém okolí se nenajde na tak malém území tak rozmanitá flóra. Údolí je snadno dostupné po turistických a cyklistických stezkách po obou stranách řeky Inn. Na bavorské straně řeky je Vornbacher Enge chráněnou krajinnou oblastí..

## Historie
Současný Wernstein am Inn vznikl spojením dvou starších osad a to vesnice St. Georgen am Inn kolem farního kostela St. Georg a osady poblíž hradu Wernstein.
Hrad Wernstein byl postaven v letech 1120 až 1150 jako součást císařského hrabství Neuburg (Grafschaft Neuburg) Hrad a město Wernstein tedy podléhaly rakouské svrchovanosti. Hrabství však znovu a znovu měnilo majitele, v letech 1730/39 je získalo pasovské biskupství. Oblast kolem Wernsteinu byla bavorská až do roku 1779; do Rakouska opět přešla až po Těšínském míru (Friede von Teschen) spolu s historickou částí Rakouska Innviertel (tehdy Innbaiern). V roce 1803 bylo pasovské biskupství rozpuštěno a okres Neuburg byl rozdělen: Neuburg am Inn zůstal v Bavorsku a Wernstein připadl Rakousku. Během napoleonských válek pak byl Wernstein krátce bavorský, ale od roku 1814 je trvale součástí Horních Rakous (Oberösterreich).

## Památky a zajímavá místa
- Katolický farní kostel Svatého Jiří s jednou hlavní lodí. Pozdně gotická stavba z konce 15. nebo začátku 16. století. V průběhu staletí prošel několika změnami.
- Jupiterův oltář z první poloviny třetího století, objevený v 19. století. Jedná se o římský zasvěcený kámen Marka Rustia Iuniana. Dnes je ve farním kostele Wernstein am Inn.
- Hrad Wernstein, opevněný hrad na skále nad řekou Inn ze 12. století. Má budovy ze 16. a 17. století.  Byl částečně přestavěn a velkoryse restaurován v letech 1991–1993.
- Zámek Zwickledt, zmíněný v roce 1567, původně patřící pánům z Neuburgu am Inn.  Roku 1906 koupili hlavní část tohoto starého venkovského panství Alfred a Hedwig Kubinovi. Zwickledt se stal Kubinovo „archou“. Je neoddělitelně spjat s jeho jménem a dílem. Po smrti Alfreda Kubina získaly Zwickledt Horní Rakousy. Byl prohlášen za Kubínův památník a je v něm muzeum. Hospodářská budova slouží jako výstavní a společenský prostor.
- Mariánský sloup (Wernstein am Inn). Votivní sloup se sochou Immaculaty, postavený ve Vídni na popud Ferdinanda III. Habsburského v roce 1647 a přibližně o dvacet let později přestěhovaný do Wernsteinu bratry Tobiasem  a Johannem Jacob Pockem.[2]
- Galerie Alfreda Kubina ukazuje obrázky grafika Kubina, který žil ve Wernsteinu am Inn.
- Schifferkreuz. Velký kříž připomíná ty, kteří ve 20. století zahynuli na řece Inn při povodních, nehodách lodí a trajektů i při sportovních a rekreačních nehodách. Byl postaven v roce 1976.
- Visutý lanový most (Hängeseilbrücke). Most do Neuburgu je visutý most o délce 145 metrů, který překlenuje řeku Inn v maximální výšce 8 metrů.

## Galerie

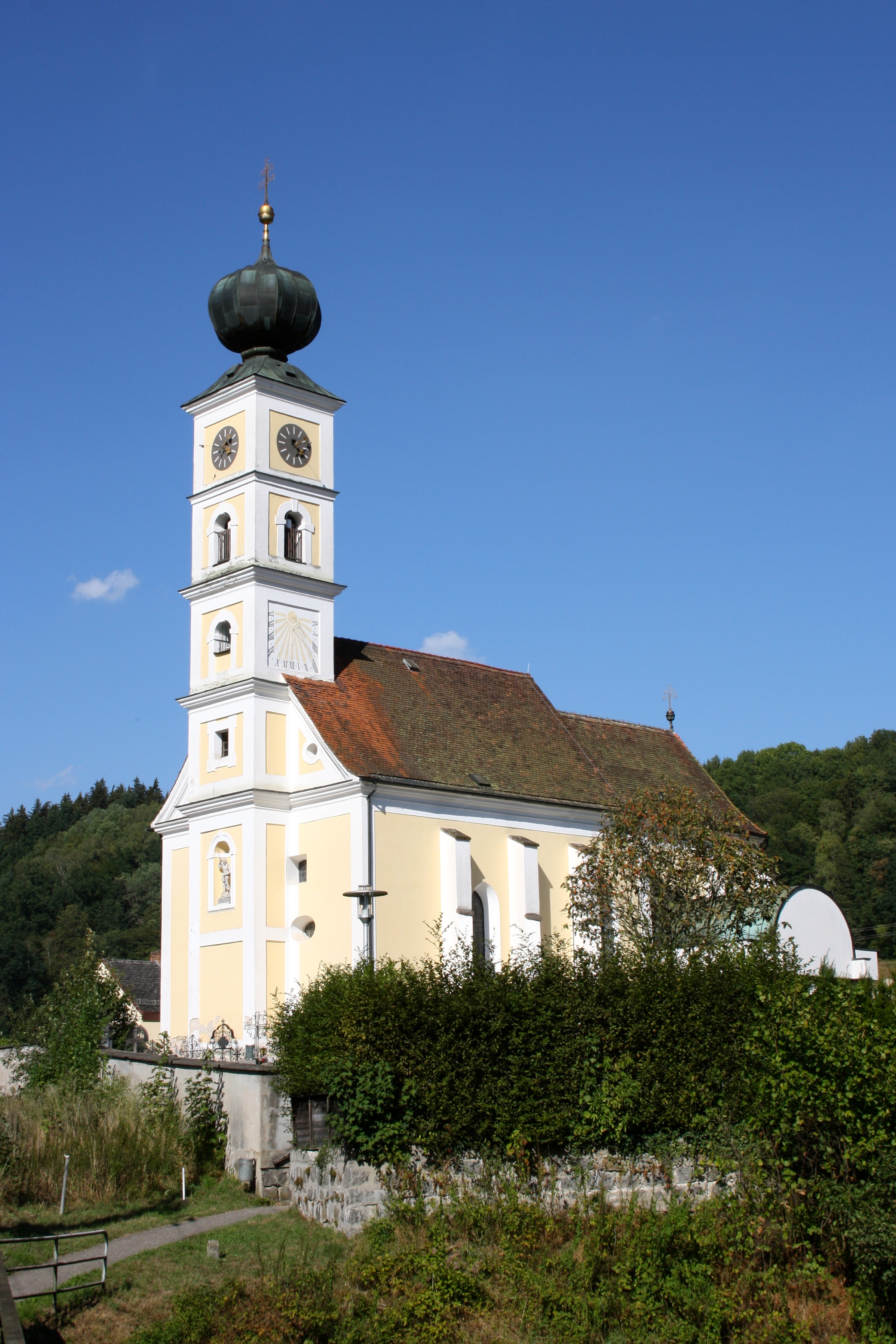
Farní kostel Svatého Jiří
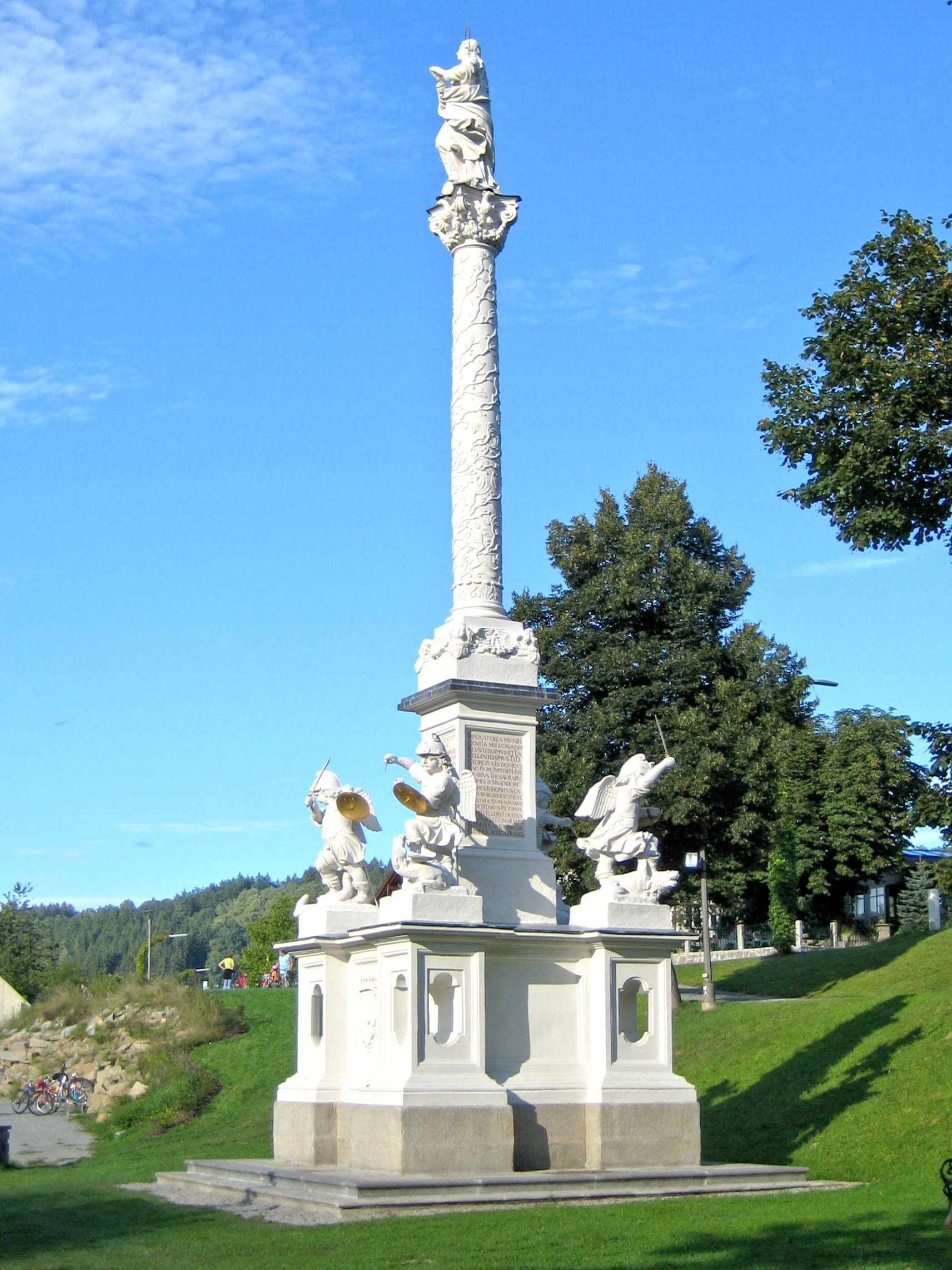
Mariánský sloup
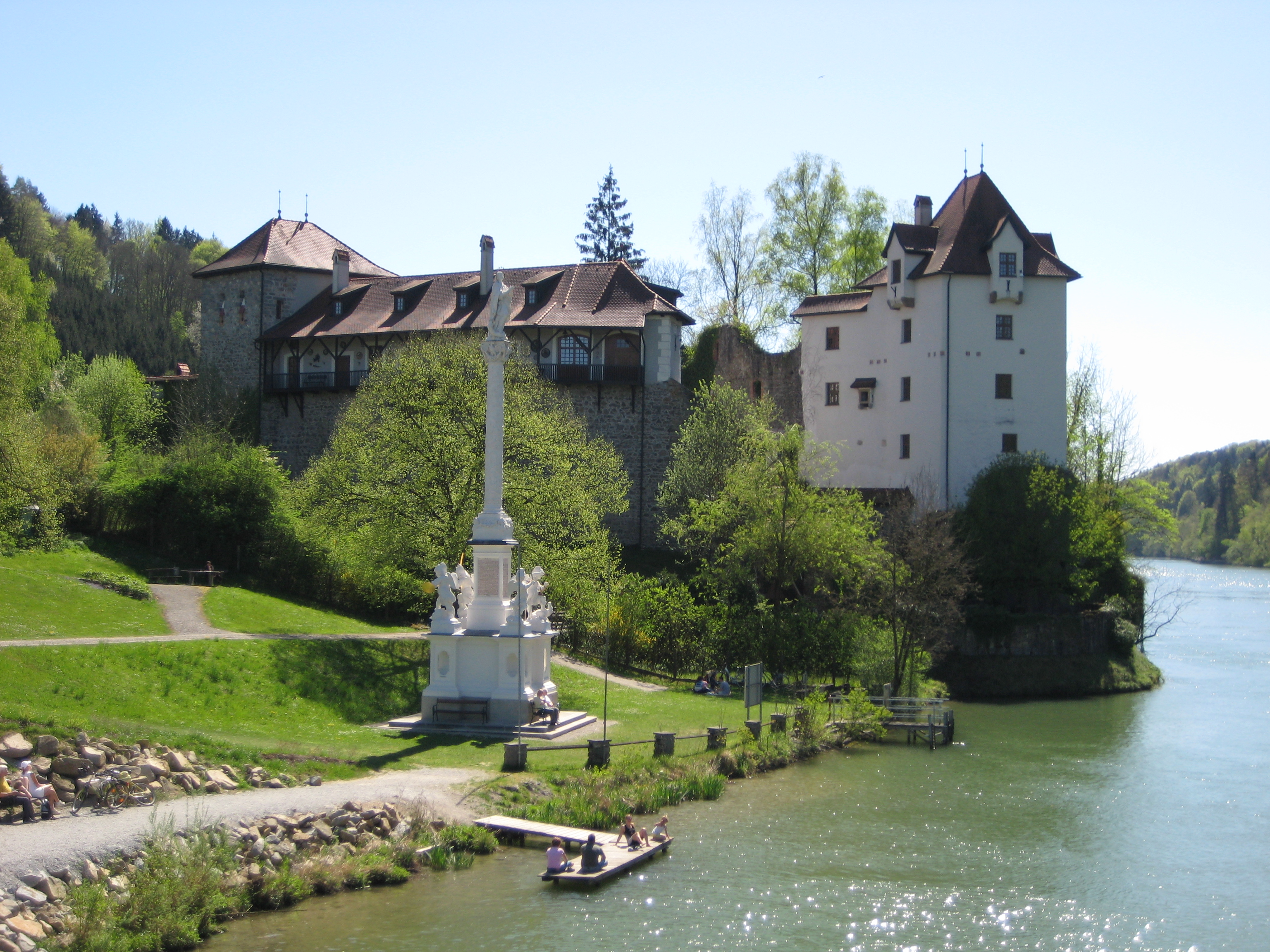
Hrad Wernstein a Mariánský sloup
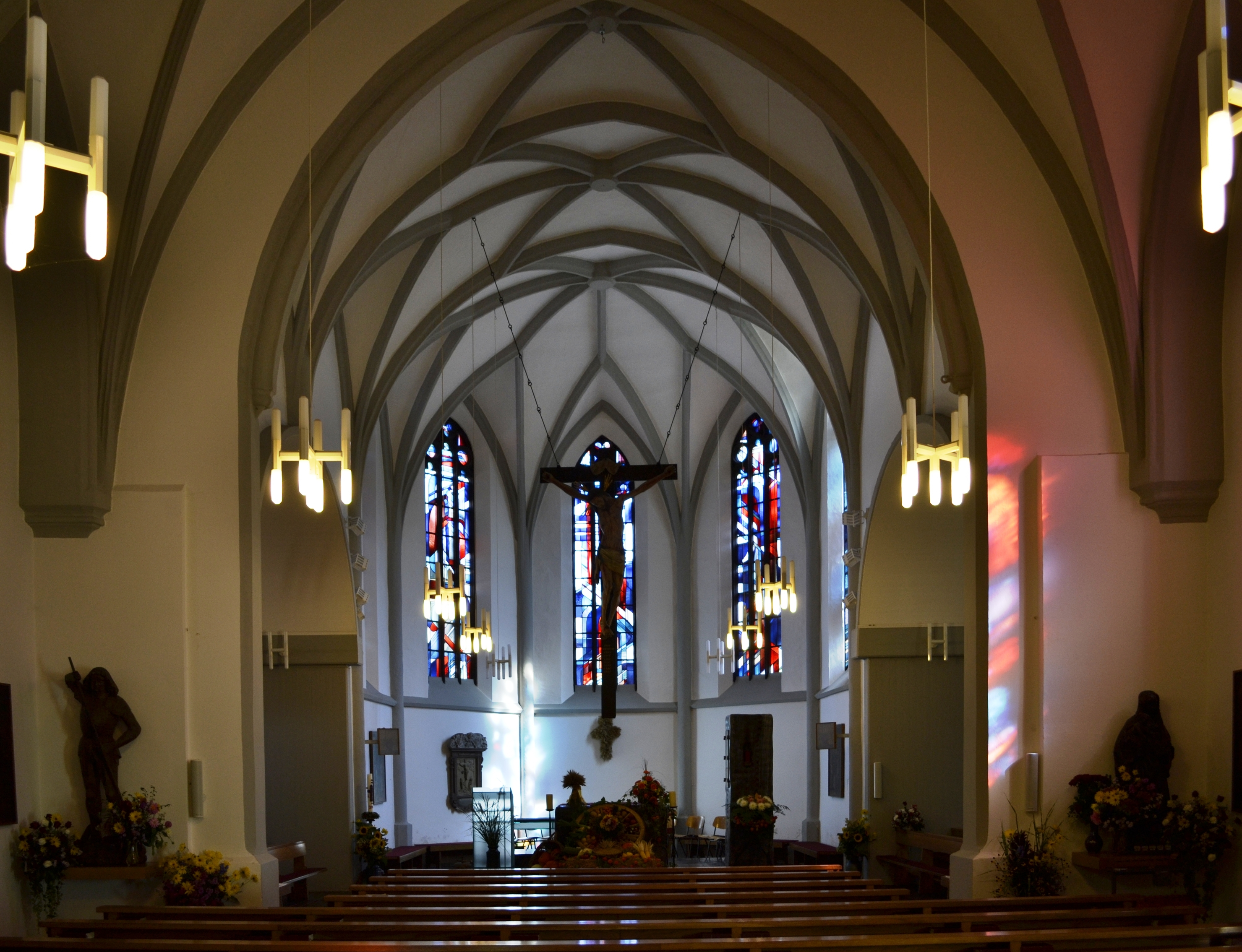
Interiér farního kostela Svatého Jiří, Wernstein am Inn
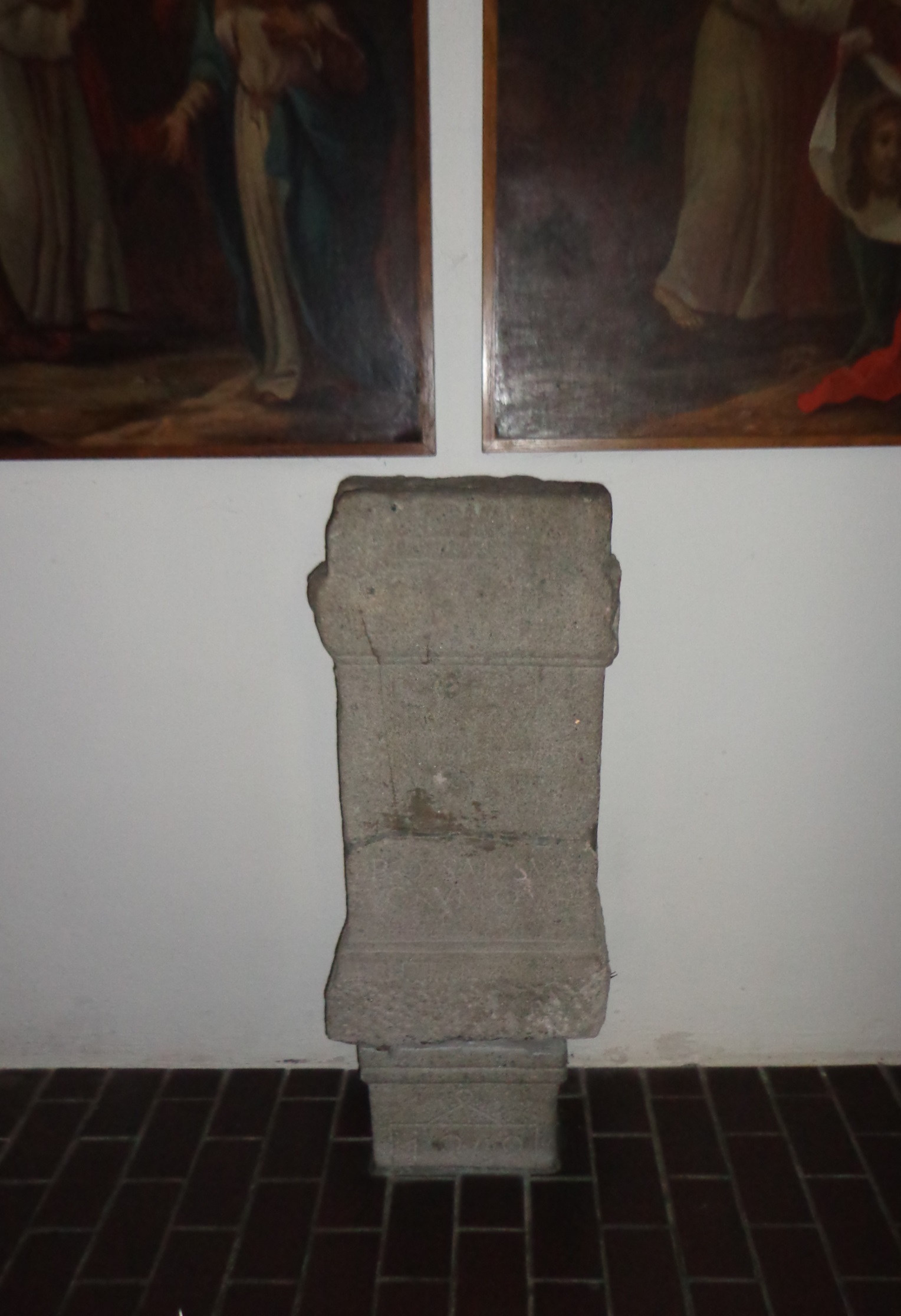
Jupiterův oltář ve farním kostele Wernstein am Inn
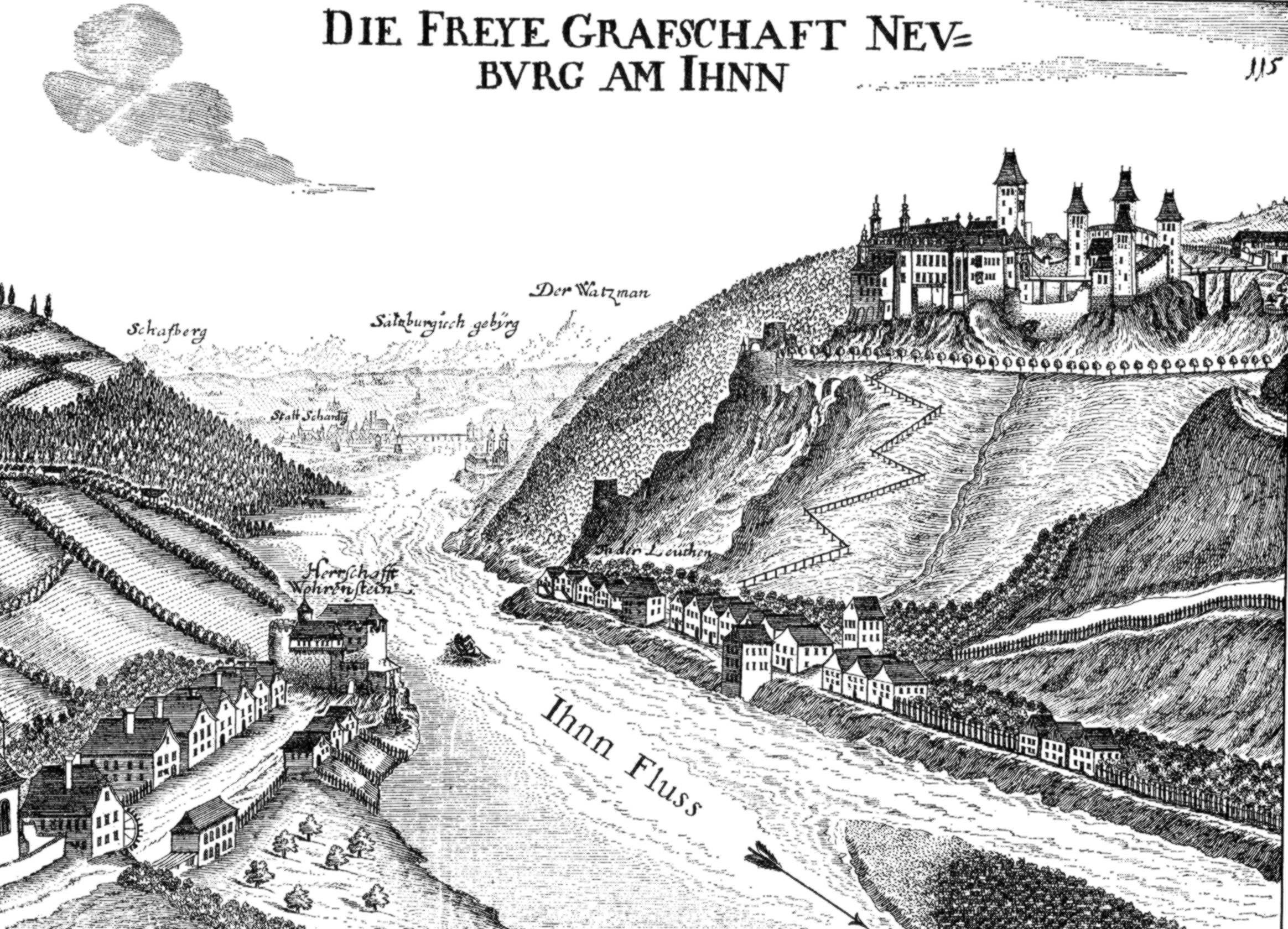
Soutěska řeky Inn mezi Neuburg am Inn (vpravo) a Wernstein am Inn (vlevo) - 1674.
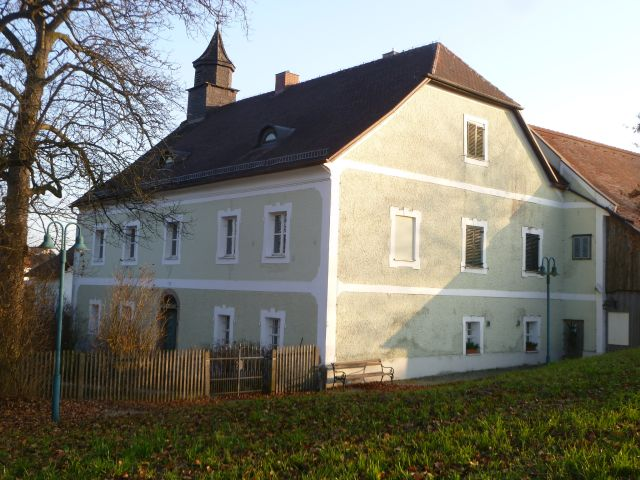
Zámek Zwickledt, muzeum Alfreda Kubina